# Leslie Rundle

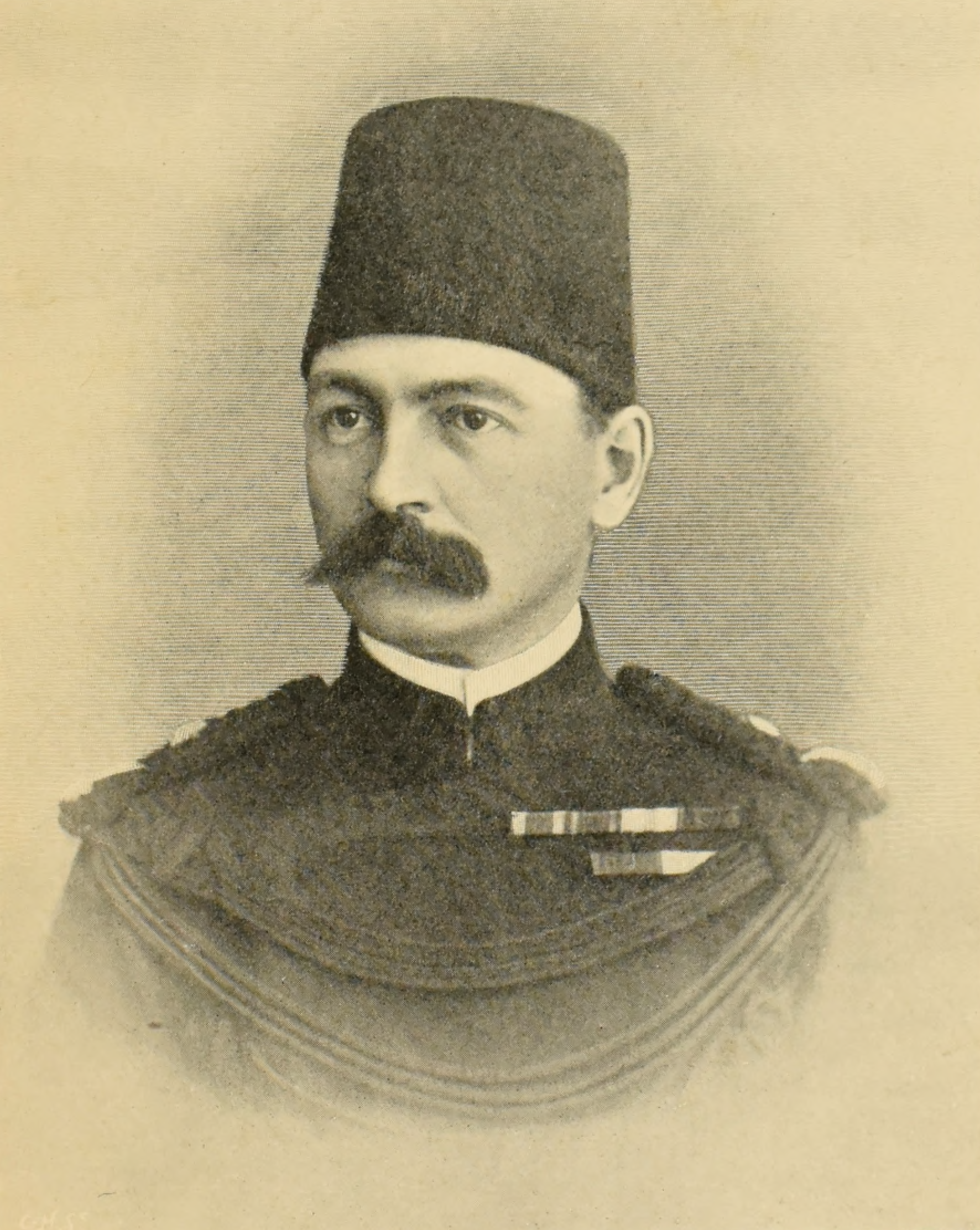
Rundle in ägyptischer Uniform

Sir Henry Macleod Leslie Rundle GCB GCMG GCVO DSO (* 6. Januar 1856 in Newton Abbot; † 19. November 1934) war ein britischer Offizier.

## Leben
Rundle trat im Jahr 1876 bei der Royal Artillery in den Dienst der British Army ein. Als Soldat nahm er 1879 am Zulukrieg, 1881 am Ersten Burenkrieg und der Niederschlagung der Urabi-Bewegung 1882 teil. Er beteiligte sich ebenfalls 1884/1885 an der Gordon Relief Expedition. Ab 1885 diente er in der Sudan Frontier Field Force im Sudan. Ab 1889 an der sudanesischen Grenze Dienst tuend, war er am Nil-Feldzug unter Herbert Kitchener beteiligt. Eine von ihm angeführte Kolonne erreichte, entlang des Blauen Nils vorstoßend, Gedaref. Die Stadt diente den Mahdisten als Ausgangsbasis zur weiteren Eroberung der umgebenden Gebiete.
Rundle wurde 1899 zum Generaladjutanten (Deputy Adjutant General) ernannt. Im Folgejahr erhielt er ein Divisionskommando in Aldershot. Während des Zweiten Burenkrieges führte er von 1900 bis 1902 die 8. Division der South African Field Force. Nach der Rückkehr aus Afrika wurde er im Jahr 1905 zum Oberkommandieren (General Officer Commanding-in-Chief) des Northern Command ernannt. Diese aus den ehemaligen Korps hervorgegangenen Regionalkommandos bildeten die Basis der British Expeditionary Force für den Kriegsfall. Zwei Jahre später, 1909, erfolgte seine Ernennung zum Gouverneur und Oberkommandierenden (Governor and Commander-in-Chief) von Malta. Er verblieb dort bis 1915 und übernahm danach das Eastern Command. 1916 trat er als General in den Ruhestand.
Rundle war mit Eleanor Georgina Campbell verheiratet. Aus der Ehe gingen keine Kinder hervor.
Nach ihm wurde der Villa Rundle Garden ein Park im Zentrum von Viktora auf der Insel Gozo benannt. Der Park wurde von Rundle entworfen und im Jahr 1914 eröffnet.